# Bryan Q. Miller
Bryan Q. Miller é um produtor de televisão e escritor estadunidense mais conhecido por seu trabalho na série da The CW, Smallville, e em Batgirl.